# Liste des monuments historiques du Puy-de-Dôme (A-L)
Cet article recense une partie des monuments historiques du Puy-de-Dôme, en France.
- Haut – A
- B
- C
- D
- E
- F
- G
- H
- I
- J
- K
- L
- M
- N
- O
- P
- Q
- R
- S
- T
- U
- V
- W
- X
- Y
- Z

## Liste
Pour des raisons de taille, la liste est découpée en deux. Cette partie regroupe les communes débutant de A à L. Pour les autres, voir la liste des monuments historiques du Puy-de-Dôme (M-Z).
Compte tenu du nombre de protections dans certaines communes, celles-ci font l'objet d'une liste distincte :
- pour Billom, voir la liste des monuments historiques de Billom,
- pour Clermont-Ferrand, voir la liste des monuments historiques de Clermont-Ferrand.

| Monument                                                                          | Commune                                        | Adresse                                                  | Coordonnées                                              | Notice                                                   | Protection                                               | Date                                                     | Illustration                                                                     |
| --------------------------------------------------------------------------------- | ---------------------------------------------- | -------------------------------------------------------- | -------------------------------------------------------- | -------------------------------------------------------- | -------------------------------------------------------- | -------------------------------------------------------- | -------------------------------------------------------------------------------- |
| Collégiale Notre-Dame d'Aigueperse                                                | Aigueperse                                     |                                                          | 46° 01′ 29″ nord, 3° 12′ 18″ est                         | « PA00091849 »                                           | Classé                                                   | 1904 1922                                                | Collégiale Notre-Dame d'Aigueperse                                               |
| Hôtel Coiffier                                                                    | Aigueperse                                     | 121 Grand'Rue                                            | 46° 01′ 22″ nord, 3° 12′ 07″ est                         | « PA63000121 »                                           | Inscrit                                                  | 2016                                                     | Hôtel Coiffier                                                                   |
| Hôtel de Marillac                                                                 | Aigueperse                                     | 154 Grand'Rue                                            | 46° 01′ 21″ nord, 3° 12′ 09″ est                         | « PA00091850 »                                           | Inscrit                                                  | 1963                                                     | Hôtel de Marillac                                                                |
| Hôtel de ville d'Aigueperse                                                       | Aigueperse                                     |                                                          | 46° 01′ 26″ nord, 3° 12′ 13″ est                         | « PA00091851 »                                           | Inscrit Classé Inscrit                                   | 1956 1975 2020                                           | Hôtel de ville d'Aigueperse                                                      |
| Maison                                                                            | Aigueperse                                     | 140 Grand'Rue                                            | 46° 01′ 29″ nord, 3° 12′ 18″ est                         | « PA00091852 »                                           | Classé Inscrit                                           | 1974                                                     | Maison                                                                           |
| Maison à arcades                                                                  | Aigueperse                                     | 1 place Saint-Joseph                                     | 46° 01′ 19″ nord, 3° 12′ 05″ est                         | « PA00091853 »                                           | Inscrit                                                  | 1963                                                     | Maison à arcades                                                                 |
| Sainte-Chapelle d'Aigueperse                                                      | Aigueperse                                     |                                                          | 46° 01′ 30″ nord, 3° 12′ 18″ est                         | « PA00091854 »                                           | Classé                                                   | 1862                                                     | Sainte-Chapelle d'Aigueperse                                                     |
| Église Saint-Jean d'Ambert                                                        | Ambert                                         |                                                          | 45° 33′ 03″ nord, 3° 44′ 24″ est                         | « PA00091856 »                                           | Classé                                                   | 1909                                                     | Église Saint-Jean d'Ambert                                                       |
| Hôtel de ville d'Ambert                                                           | Ambert                                         |                                                          | 45° 32′ 57″ nord, 3° 44′ 36″ est                         | « PA00091857 »                                           | Inscrit                                                  | 1975                                                     | Hôtel de ville d'Ambert                                                          |
| Maison                                                                            | Ambert                                         | Place des Minimes                                        | 45° 33′ 01″ nord, 3° 44′ 27″ est                         | « PA00091858 »                                           | Classé                                                   | 1928                                                     | Maison                                                                           |
| Moulin à papier de Richard-de-Bas                                                 | Ambert                                         |                                                          | 45° 32′ 36″ nord, 3° 47′ 21″ est                         | « PA00091859 »                                           | Classé                                                   | 1983                                                     | Moulin à papier de Richard-de-Bas                                                |
| Palais de justice d'Ambert                                                        | Ambert                                         | Place des Allées                                         | 45° 32′ 49″ nord, 3° 44′ 42″ est                         | « PA00091860 »                                           | Inscrit                                                  | 1990                                                     | Image manquante Téléverser                                                       |
| Pierre Couverte                                                                   | Ambert                                         | Grangier                                                 | 45° 32′ 46″ nord, 3° 42′ 12″ est                         | « PA00091855 »                                           | Classé                                                   | 1927                                                     | Pierre Couverte                                                                  |
| Église Notre-Dame de Comps                                                        | Les Ancizes-Comps                              | Comps                                                    | 45° 56′ 45″ nord, 2° 47′ 30″ est                         | « PA00091861 »                                           | Classé                                                   | 1961                                                     | Église Notre-Dame de Comps                                                       |
| Chartreuse de Port-Sainte-Marie                                                   | Les Ancizes-Comps                              |                                                          | 45° 54′ 32″ nord, 2° 48′ 08″ est                         | « PA63000001 »                                           | Inscrit                                                  | 1996                                                     | Chartreuse de Port-Sainte-Marie                                                  |
| Tour de Besse                                                                     | Anzat-le-Luguet                                |                                                          | 45° 20′ 07″ nord, 3° 03′ 32″ est                         | « PA63000077 »                                           | Inscrit                                                  | 2005                                                     | Tour de Besse                                                                    |
| Église Saint-Médard d'Apchat                                                      | Apchat                                         |                                                          | 45° 23′ 21″ nord, 3° 08′ 44″ est                         | « PA00091862 »                                           | Inscrit                                                  | 1985                                                     | Église Saint-Médard d'Apchat                                                     |
| Manoir d'Apchat                                                                   | Apchat                                         |                                                          | 45° 23′ 23″ nord, 3° 08′ 46″ est                         | « PA00091863 »                                           | Inscrit                                                  | 1983                                                     | Image manquante Téléverser                                                       |
| Croix d'Ardes                                                                     | Ardes                                          |                                                          | 45° 24′ 19″ nord, 3° 07′ 28″ est                         | « PA00091864 »                                           | Inscrit                                                  | 1925                                                     | Croix d'Ardes                                                                    |
| Église Saint-Dizaint d'Ardes                                                      | Ardes                                          |                                                          | 45° 24′ 19″ nord, 3° 07′ 28″ est                         | « PA00091865 »                                           | Classé                                                   | 1920                                                     | Église Saint-Dizaint d'Ardes                                                     |
| Église de Rivière-l'Évêque                                                        | Ardes                                          |                                                          | 45° 24′ 54″ nord, 3° 09′ 45″ est                         | « PA63000138 »                                           | Inscrit                                                  | 2021                                                     | Image manquante Téléverser                                                       |
| Château de Mons                                                                   | Arlanc                                         | Mons                                                     | 45° 25′ 39″ nord, 3° 41′ 59″ est                         | « PA63000107 »                                           | inscrit                                                  | 2012                                                     | Image manquante Téléverser                                                       |
| Croix de chemin d'Arlanc                                                          | Arlanc                                         | Rue des Usines                                           | 45° 25′ 09″ nord, 3° 43′ 30″ est                         | « PA00091866 »                                           | Classé                                                   | 1910                                                     | Croix de chemin d'Arlanc                                                         |
| Église Saint-Pierre d'Arlanc                                                      | Arlanc                                         |                                                          | 45° 25′ 18″ nord, 3° 43′ 32″ est                         | « PA00091867 »                                           | Inscrit Classé                                           | 1926 1949                                                | Église Saint-Pierre d'Arlanc                                                     |
| Maison                                                                            | Arlanc                                         | Rue Charles Faucon                                       | 45° 24′ 51″ nord, 3° 43′ 27″ est                         | « PA00091868 »                                           | Inscrit                                                  | 1963                                                     | Image manquante Téléverser                                                       |
| Motte féodale de Cours                                                            | Arlanc                                         | Cours                                                    | 45° 26′ 40″ nord, 3° 43′ 12″ est                         | « PA00091869 »                                           | Inscrit                                                  | 1984                                                     | Image manquante Téléverser                                                       |
| Château du Verger                                                                 | Artonne                                        | Chemin des Vergers                                       | 46° 00′ 26″ nord, 3° 08′ 53″ est                         | « PA63000098 »                                           | Inscrit                                                  | 2010                                                     | Château du Verger                                                                |
| Église Saint-Martin d'Artonne                                                     | Artonne                                        | Place de l'Église                                        | 46° 00′ 12″ nord, 3° 08′ 38″ est                         | « PA00091870 »                                           | Classé                                                   | 1886                                                     | Église Saint-Martin d'Artonne                                                    |
| Fontaine d'Artonne                                                                | Artonne                                        | Grande Rue                                               | 46° 00′ 08″ nord, 3° 08′ 37″ est                         | « PA00091872 »                                           | Inscrit                                                  | 1926                                                     | Fontaine d'Artonne                                                               |
| Fontaine de Montjoli                                                              | Artonne                                        | Boulevard des Ussels                                     | 46° 00′ 15″ nord, 3° 08′ 37″ est                         | « PA00091871 »                                           | Inscrit                                                  | 1926                                                     | Fontaine de Montjoli                                                             |
| Maison Treilhes                                                                   | Artonne                                        | 1 rue Mercière                                           | 46° 00′ 10″ nord, 3° 08′ 36″ est                         | « PA63000133 »                                           | Inscrit                                                  | 2020                                                     | Maison Treilhes                                                                  |
| Pierre Piquée                                                                     | Aubière                                        | Les Sauzes                                               | 45° 45′ 24″ nord, 3° 07′ 48″ est                         | « PA00091873 »                                           | Inscrit                                                  | 1971                                                     | Pierre Piquée                                                                    |
| Église Notre-Dame d'Espinasse                                                     | Aubusson-d'Auvergne                            |                                                          | 45° 45′ 23″ nord, 3° 35′ 52″ est                         | « PA00091874 »                                           | Inscrit                                                  | 1985                                                     | Église Notre-Dame d'Espinasse                                                    |
| Château des Grimardies                                                            | Augerolles                                     |                                                          | 45° 43′ 41″ nord, 3° 36′ 05″ est                         | « PA00091875 »                                           | Inscrit                                                  | 2000                                                     | Image manquante Téléverser                                                       |
| Église Sainte-Croix d'Augerolles                                                  | Augerolles                                     |                                                          | 45° 43′ 25″ nord, 3° 37′ 03″ est                         | « PA00091876 »                                           | Classé                                                   | 1862                                                     | Église Sainte-Croix d'Augerolles                                                 |
| Château de Letz                                                                   | Augnat                                         |                                                          | 45° 25′ 27″ nord, 3° 09′ 59″ est                         | « PA00091877 »                                           | Inscrit                                                  | 1984                                                     | Image manquante Téléverser                                                       |
| Église Notre-Dame d'Authezat                                                      | Authezat                                       |                                                          | 45° 37′ 54″ nord, 3° 11′ 02″ est                         | « PA00091878 »                                           | Classé Inscrit                                           | 1980                                                     | Église Notre-Dame d'Authezat                                                     |
| Château Cocu                                                                      | Auzat-la-Combelle                              |                                                          | 45° 27′ 04″ nord, 3° 18′ 46″ est                         | « PA00091879 »                                           | Inscrit                                                  | 1926                                                     | Château Cocu                                                                     |
| Église Saint-Géraud d'Auzat-la-Combelle                                           | Auzat-la-Combelle                              |                                                          | 45° 27′ 09″ nord, 3° 18′ 57″ est                         | « PA00125289 »                                           | Inscrit                                                  | 1993                                                     | Église Saint-Géraud d'Auzat-la-Combelle                                          |
| Église Saint-Blaise d'Auzelles                                                    | Auzelles                                       |                                                          | 45° 36′ 08″ nord, 3° 30′ 38″ est                         | « PA00091880 »                                           | Classé                                                   | 1983                                                     | Image manquante Téléverser                                                       |
| Croix de cimetière de Fohet                                                       | Aydat                                          | Fohet                                                    | 45° 38′ 29″ nord, 3° 00′ 31″ est                         | « PA00091882 »                                           | Classé                                                   | 1910                                                     | Croix de cimetière de Fohet                                                      |
| Croix de la Ribeyre                                                               | Aydat                                          | RD 788, Fohet                                            | 45° 38′ 31″ nord, 2° 59′ 46″ est                         | « PA00091881 »                                           | Classé                                                   | 1910                                                     | Croix de la Ribeyre                                                              |
| Église Saint-Sidoine d'Aydat                                                      | Aydat                                          | Rue du Stade                                             | 45° 39′ 37″ nord, 2° 58′ 30″ est                         | « PA00091883 »                                           | Classé                                                   | 1970                                                     | Église Saint-Sidoine d'Aydat                                                     |
| Fontaine-calvaire de Ponteix                                                      | Aydat                                          | Route de Saint-Amant                                     | 45° 39′ 45″ nord, 3° 01′ 29″ est                         | « PA00092500 »                                           | Inscrit                                                  | 1990                                                     | Fontaine-calvaire de Ponteix                                                     |
| Église Saint-Pierre de Bagnols (chœur)                                            | Bagnols                                        |                                                          | 45° 29′ 57″ nord, 2° 37′ 56″ est                         | « PA00092559 »                                           | Inscrit                                                  | 1992                                                     | Église Saint-Pierre de Bagnols (chœur)                                           |
| Église Saint-Julien de Bansat                                                     | Bansat                                         |                                                          | 45° 28′ 59″ nord, 3° 20′ 39″ est                         | « PA00091884 »                                           | Classé                                                   | 1909                                                     | Église Saint-Julien de Bansat                                                    |
| Maison                                                                            | Bansat                                         | Vinzelles                                                | 45° 29′ 15″ nord, 3° 20′ 10″ est                         | « PA00092501 »                                           | Inscrit Classé                                           | 1990 1993                                                | Image manquante Téléverser                                                       |
| Site gallo-romain de la Croix de la Pierre                                        | Beaulieu (également sur Charbonnier-les-Mines) |                                                          | 45° 25′ 35″ nord, 3° 16′ 39″ est                         | « PA63000092 »                                           | Inscrit Classé                                           | 2009 2012                                                | Site gallo-romain de la Croix de la Pierre                                       |
| Abbaye Saint-Pierre de Beaumont                                                   | Beaumont                                       |                                                          | 45° 45′ 01″ nord, 3° 05′ 09″ est                         | « PA00091885 »                                           | Inscrit                                                  | 1926 1927                                                | Abbaye Saint-Pierre de Beaumont                                                  |
| Église Notre-Dame de la Rivière                                                   | Beaumont                                       |                                                          | 45° 44′ 58″ nord, 3° 05′ 07″ est                         | « PA00091886 »                                           | Inscrit                                                  | 1926                                                     | Église Notre-Dame de la Rivière                                                  |
| Couvent des Minimes de Beauregard-l'Évêque                                        | Beauregard-l'Évêque                            |                                                          | 45° 47′ 51″ nord, 3° 17′ 30″ est                         | « PA00091887 »                                           | Classé                                                   | 1908                                                     | Couvent des Minimes de Beauregard-l'Évêque                                       |
| Église Saint-Aventin de Beauregard-l'Évêque                                       | Beauregard-l'Évêque                            |                                                          | 45° 48′ 48″ nord, 3° 16′ 45″ est                         | « PA00091888 »                                           | Inscrit                                                  | 1963                                                     | Église Saint-Aventin de Beauregard-l'Évêque                                      |
| Maison à pans de bois                                                             | Beauregard-l'Évêque                            | Quartier de l'Église                                     | 45° 48′ 35″ nord, 3° 17′ 58″ est                         | « PA00091889 »                                           | Inscrit                                                  | 1985                                                     | Maison à pans de bois                                                            |
| Église Saint-Prix de Bertignat                                                    | Bertignat                                      |                                                          | 45° 37′ 07″ nord, 3° 40′ 52″ est                         | « PA00091890 »                                           | Classé Inscrit                                           | 1964 1987                                                | Église Saint-Prix de Bertignat                                                   |
| Beffroi de Besse                                                                  | Besse-et-Saint-Anastaise                       |                                                          | 45° 30′ 40″ nord, 2° 55′ 57″ est                         | « PA00091891 »                                           | Classé                                                   | 1905                                                     | Beffroi de Besse                                                                 |
| Chapelle Notre-Dame de Vassivière                                                 | Besse-et-Saint-Anastaise                       |                                                          | 45° 29′ 45″ nord, 2° 50′ 56″ est                         | « PA00091892 »                                           | Inscrit                                                  | 1984                                                     | Chapelle Notre-Dame de Vassivière                                                |
| Château du Bailli                                                                 | Besse-et-Saint-Anastaise                       |                                                          | 45° 30′ 46″ nord, 2° 56′ 00″ est                         | « PA00091893 »                                           | Classé Inscrit                                           | 1905 1969                                                | Château du Bailli                                                                |
| Église Saint-André de Besse-et-Saint-Anastaise                                    | Besse-et-Saint-Anastaise                       |                                                          | 45° 30′ 45″ nord, 2° 56′ 03″ est                         | « PA00091894 »                                           | Classé                                                   | 1886                                                     | Église Saint-André de Besse-et-Saint-Anastaise                                   |
| Fontaine de Besse-et-Saint-Anastaise                                              | Besse-et-Saint-Anastaise                       | Place de la Gayme                                        | 45° 30′ 42″ nord, 2° 55′ 58″ est                         | « PA00091895 »                                           | Inscrit                                                  | 1926                                                     | Fontaine de Besse-et-Saint-Anastaise                                             |
| Maison                                                                            | Besse-et-Saint-Anastaise                       | 2 rue Notre-Dame Rue de la Boucherie                     | 45° 30′ 44″ nord, 2° 56′ 01″ est                         | « PA00091899 »                                           | Inscrit                                                  | 1926                                                     | Maison                                                                           |
| Maison                                                                            | Besse-et-Saint-Anastaise                       | 12 place de la Pairie                                    | 45° 30′ 43″ nord, 2° 55′ 57″ est                         | « PA00091900 »                                           | Inscrit                                                  | 1973                                                     | Maison                                                                           |
| Maison des Boucheries                                                             | Besse-et-Saint-Anastaise                       | 4 rue de la Boucherie 5 place du Docteur-Pipet           | 45° 30′ 44″ nord, 2° 56′ 00″ est                         | « PA00091896 »                                           | Inscrit                                                  | 1926                                                     | Maison des Boucheries                                                            |
| Maison de la reine Margot                                                         | Besse-et-Saint-Anastaise                       | Rue de la Boucherie                                      | 45° 30′ 42″ nord, 2° 56′ 00″ est                         | « PA00091898 »                                           | Inscrit                                                  | 1926                                                     | Maison de la reine Margot                                                        |
| Maison Tournardre                                                                 | Besse-et-Saint-Anastaise                       | 5 place de la Mairie Rue de la Boucherie Rue Notre-Dame  | 45° 30′ 44″ nord, 2° 56′ 01″ est                         | « PA00091897 »                                           | Classé                                                   | 1924                                                     | Maison Tournardre                                                                |
| Croix de Beurières                                                                | Beurières                                      |                                                          | 45° 26′ 21″ nord, 3° 46′ 29″ est                         | « PA00091901 »                                           | Inscrit                                                  | 1942                                                     | Image manquante Téléverser                                                       |
| Église Sainte-Marguerite                                                          | Beurières                                      |                                                          | 45° 26′ 24″ nord, 3° 46′ 28″ est                         | « PA00091902 »                                           | Inscrit                                                  | 1926                                                     | Église Sainte-Marguerite                                                         |
| Féculerie Dupin                                                                   | Beurières                                      |                                                          | 45° 26′ 22″ nord, 3° 46′ 34″ est                         | « PA63000002 »                                           | Inscrit                                                  | 1996                                                     | Image manquante Téléverser                                                       |
|                                                                                   | Billom                                         | Voir Liste des monuments historiques de Billom           | Voir Liste des monuments historiques de Billom           | Voir Liste des monuments historiques de Billom           | Voir Liste des monuments historiques de Billom           | Voir Liste des monuments historiques de Billom           | Voir Liste des monuments historiques de Billom                                   |
| Église Saint-Pierre de Biollet                                                    | Biollet                                        |                                                          | 45° 59′ 34″ nord, 2° 40′ 56″ est                         | « PA00091917 »                                           | Classé                                                   | 1961                                                     | Église Saint-Pierre de Biollet                                                   |
| Château de Blanzat                                                                | Blanzat                                        | Rue de la Libération                                     | 45° 49′ 38″ nord, 3° 04′ 27″ est                         | « PA00092537 »                                           | Inscrit                                                  | 1991                                                     | Château de Blanzat                                                               |
| Fanum de Blanzat                                                                  | Blanzat                                        |                                                          | 45° 48′ 24″ nord, 3° 04′ 41″ est                         | « PA00092538 »                                           | Inscrit                                                  | 1991                                                     | Fanum de Blanzat                                                                 |
| Plateau des Côtes de Clermont Également sur Clermont-Ferrand, Durtol et Nohanent  | Blanzat                                        |                                                          | 45° 48′ 31″ nord, 3° 04′ 29″ est                         | « PA00092496 »                                           | Inscrit                                                  | 1986                                                     | Plateau des Côtes de ClermontÉgalement sur Clermont-Ferrand, Durtol et Nohanent  |
| Église Saint-Julien de Bongheat                                                   | Bongheat                                       |                                                          | 45° 43′ 37″ nord, 3° 25′ 35″ est                         | « PA00091918 »                                           | Inscrit                                                  | 1969                                                     | Image manquante Téléverser                                                       |
| Château de La Garde                                                               | Bort-l'Étang                                   |                                                          | 45° 47′ 20″ nord, 3° 27′ 10″ est                         | « PA63000019 »                                           | Inscrit                                                  | 2000                                                     | Image manquante Téléverser                                                       |
| Église Saint-Pourçain de Bort-l'Étang                                             | Bort-l'Étang                                   |                                                          | 45° 47′ 00″ nord, 3° 25′ 35″ est                         | « PA00132796 »                                           | Inscrit                                                  | 1994                                                     | Église Saint-Pourçain de Bort-l'Étang                                            |
| Villa de la Gagère                                                                | Bort-l'Étang                                   |                                                          | 45° 47′ 54″ nord, 3° 25′ 52″ est                         | « PA00125290 »                                           | Inscrit                                                  | 1993                                                     | Image manquante Téléverser                                                       |
| Domaine de la Borie                                                               | Boudes                                         |                                                          | 45° 26′ 42″ nord, 3° 10′ 36″ est                         | « PA63000136 »                                           | Inscrit                                                  | 2021                                                     | Image manquante Téléverser                                                       |
| Église Saint-Loup de Boudes                                                       | Boudes                                         |                                                          | 45° 27′ 31″ nord, 3° 11′ 05″ est                         | « PA00091919 »                                           | Classé                                                   | 1988                                                     | Église Saint-Loup de Boudes                                                      |
| Bornes armoriées de La Bourboule                                                  | La Bourboule                                   |                                                          | à géolocaliser                                           | « PA00091920 »                                           | Inscrit                                                  | 1984                                                     | Image manquante Téléverser                                                       |
| Casino Chardon                                                                    | La Bourboule                                   | Quai du Maréchal-Fayolle                                 | 45° 35′ 15″ nord, 2° 44′ 15″ est                         | « PA63000117 » « IA63000696 »                            | Inscrit                                                  | 2016                                                     | Casino Chardon                                                                   |
| Pâtisserie Rozier                                                                 | La Bourboule                                   | 223-225 boulevard Georges-Clemenceau                     | 45° 35′ 21″ nord, 2° 44′ 26″ est                         | « PA63000034 »                                           | Inscrit                                                  | 2001                                                     | Pâtisserie Rozier                                                                |
| Église Saint-Fargheon de Bourg-Lastic                                             | Bourg-Lastic                                   |                                                          | 45° 38′ 53″ nord, 2° 33′ 31″ est                         | « PA00091921 »                                           | Classé                                                   | 1913                                                     | Église Saint-Fargheon de Bourg-Lastic                                            |
| Église Saint-Barthélémy de Brenat                                                 | Brenat                                         |                                                          | 45° 33′ 10″ nord, 3° 18′ 34″ est                         | « PA00091922 »                                           | Inscrit                                                  | 1972                                                     | Église Saint-Barthélémy de Brenat                                                |
| Église Sainte-Madeleine de Briffons                                               | Briffons                                       |                                                          | 45° 41′ 59″ nord, 2° 39′ 31″ est                         | « PA00092560 »                                           | Inscrit                                                  | 1992                                                     | Église Sainte-Madeleine de Briffons                                              |
| Borne milliaire de Brossel                                                        | Le Broc                                        |                                                          | 45° 29′ 29″ nord, 3° 16′ 12″ est                         | « PA00091923 »                                           | Classé                                                   | 1951                                                     | Borne milliaire de Brossel                                                       |
| Château du Broc                                                                   | Le Broc                                        |                                                          | 45° 30′ 04″ nord, 3° 14′ 38″ est                         | « PA63000008 »                                           | Inscrit                                                  | 1997                                                     | Château du Broc                                                                  |
| Château de Lavaur                                                                 | Le Broc                                        |                                                          | 45° 31′ 15″ nord, 3° 16′ 19″ est                         | « PA00092561 »                                           | Inscrit Classé                                           | 1992 1995                                                | Château de Lavaur                                                                |
| Commanderie de Chassaing                                                          | Le Broc                                        | 45.4833                                                  | 45° 29′ 00″ nord, 3° 14′ 41″ est                         | « PA00091924 »                                           | Classé                                                   | 2010                                                     | Commanderie de Chassaing                                                         |
| Dolmen de Loubaresse                                                              | Le Broc                                        | Loubaresse                                               | 45° 30′ 54″ nord, 3° 15′ 35″ est                         | « PA00091925 »                                           | Classé                                                   | 1978                                                     | Dolmen de Loubaresse                                                             |
| Domaine de l'Enclos                                                               | Le Broc                                        | Rue des Verdiers                                         | 45° 30′ 04″ nord, 3° 14′ 47″ est                         | « PA63000101 »                                           | Inscrit                                                  | 2011                                                     | Image manquante Téléverser                                                       |
| Villa Albanel                                                                     | Le Broc                                        |                                                          | 45° 30′ 00″ nord, 3° 14′ 37″ est                         | « PA63000015 »                                           | Inscrit                                                  | 1998                                                     | Image manquante Téléverser                                                       |
| Église Saint-Martin de Bromont-Lamothe                                            | Bromont-Lamothe                                |                                                          | 45° 50′ 28″ nord, 2° 49′ 10″ est                         | « PA63000094 »                                           | Inscrit                                                  | 2009                                                     | Image manquante Téléverser                                                       |
| Château de Bulhon                                                                 | Bulhon                                         |                                                          | 45° 53′ 39″ nord, 3° 22′ 55″ est                         | « PA00132740 »                                           | Inscrit                                                  | 1994                                                     | Image manquante Téléverser                                                       |
| Église Saint-Vital-et-Saint-Agricol de Bulhon                                     | Bulhon                                         |                                                          | 45° 53′ 41″ nord, 3° 23′ 05″ est                         | « PA00091926 »                                           | Classé                                                   | 1960                                                     | Image manquante Téléverser                                                       |
| Château de Busséol                                                                | Busséol                                        |                                                          | 45° 41′ 34″ nord, 3° 15′ 24″ est                         | « PA00091927 »                                           | Inscrit                                                  | 1926                                                     | Château de Busséol                                                               |
| Lanterne des morts de Cébazat                                                     | Cébazat                                        | Place de l'Église                                        | 45° 49′ 52″ nord, 3° 05′ 58″ est                         | « PA00091928 »                                           | Inscrit                                                  | 1926                                                     | Lanterne des morts de Cébazat                                                    |
| Tour de l'Horloge de Cébazat                                                      | Cébazat                                        | Rue de l'Horloge                                         | 45° 49′ 49″ nord, 3° 06′ 01″ est                         | « PA00091929 »                                           | Inscrit                                                  | 1982                                                     | Tour de l'Horloge de Cébazat                                                     |
| Église Notre-Dame-de-l'Assomption de Ceilloux                                     | Ceilloux                                       |                                                          | 45° 39′ 09″ nord, 3° 30′ 51″ est                         | « PA00091930 »                                           | Inscrit                                                  | 1972                                                     | Image manquante Téléverser                                                       |
| Église Saint-Pardoux de La Celle                                                  | La Celle                                       |                                                          | 45° 51′ 15″ nord, 2° 28′ 36″ est                         | « PA00091931 »                                           | Inscrit                                                  | 1973                                                     | Église Saint-Pardoux de La Celle                                                 |
| Maison de l'Eclauze                                                               | La Celle                                       |                                                          | 45° 50′ 37″ nord, 2° 29′ 19″ est                         | « PA63000113 »                                           | Inscrit                                                  | 2013                                                     | Image manquante Téléverser                                                       |
| Oppidum de Gondole                                                                | Le Cendre                                      |                                                          | 45° 43′ 08″ nord, 3° 12′ 22″ est                         | « PA00092482 »                                           | Inscrit                                                  | 2009                                                     | Oppidum de Gondole                                                               |
| Croix de Ceyrat                                                                   | Ceyrat                                         |                                                          | à géolocaliser                                           | « PA63000083 »                                           | Inscrit                                                  | 1926                                                     | Croix de Ceyrat                                                                  |
| Croix Saint-Verny                                                                 | Ceyrat                                         | Avenue Perrière Rue Jules-Legrand                        | à géolocaliser                                           | « PA00091932 »                                           | Inscrit                                                  | 1984                                                     | Image manquante Téléverser                                                       |
| Château d'Allagnat                                                                | Ceyssat                                        | Allagnat                                                 | 45° 45′ 00″ nord, 2° 55′ 03″ est                         | « PA63000020 »                                           | Inscrit                                                  | 2000                                                     | Château d'Allagnat                                                               |
| Château de Chalus                                                                 | Chalus                                         |                                                          | 45° 27′ 58″ nord, 3° 12′ 37″ est                         | « PA00091933 »                                           | Classé                                                   | 1989                                                     | Château de Chalus                                                                |
| Église Sainte-Foy de Chalus                                                       | Chalus                                         |                                                          | 45° 28′ 00″ nord, 3° 12′ 37″ est                         | « PA00092483 »                                           | Inscrit                                                  | 1989                                                     | Église Sainte-Foy de Chalus                                                      |
| Église Notre-Dame de Chamalières                                                  | Chamalières                                    |                                                          | 45° 46′ 36″ nord, 3° 04′ 04″ est                         | « PA00091934 »                                           | Classé                                                   | 1840                                                     | Église Notre-Dame de Chamalières                                                 |
| Ancienne église Saint-Paul de Chamalières                                         | Chamalières                                    | Place des Sarrazins                                      | 45° 46′ 35″ nord, 3° 04′ 02″ est                         | « PA00091935 »                                           | Inscrit                                                  | 1942                                                     | Image manquante Téléverser                                                       |
| Établissement thermal de Chamalières                                              | Chamalières                                    |                                                          | 45° 46′ 04″ nord, 3° 03′ 25″ est                         | « PA00092502 »                                           | Inscrit                                                  | 1990                                                     | Établissement thermal de Chamalières                                             |
| Gare de Royat - Chamalières                                                       | Chamalières                                    |                                                          | 45° 46′ 04″ nord, 3° 03′ 41″ est                         | « PA00132797 »                                           | Inscrit                                                  | 1994                                                     | Gare de Royat - Chamalières                                                      |
| Grand séminaire Richelieu                                                         | Chamalières                                    | 13 rue Richelieu                                         | 45° 46′ 50″ nord, 3° 03′ 58″ est                         | « PA63000108 »                                           | Inscrit                                                  | 2012                                                     | Grand séminaire Richelieu                                                        |
| Grand Hôtel et Majestic Palace (Chamalières)                                      | Chamalières                                    | Bazin (boulevard) 1                                      | 45° 46′ 02″ nord, 3° 03′ 35″ est                         | « PA63000137 »                                           | Inscrit MH                                               | 2021                                                     | Grand Hôtel et Majestic Palace (Chamalières)                                     |
| Hôtel Majestic                                                                    | Chamalières                                    | 33 avenue de la Gare                                     | 45° 46′ 04″ nord, 3° 03′ 35″ est                         | « PA00091936 »                                           | Inscrit                                                  | 2022                                                     | Hôtel Majestic                                                                   |
| Maison Gauthier                                                                   | Chamalières                                    | 7 avenue de Royat                                        | 45° 46′ 33″ nord, 3° 04′ 16″ est                         | « PA63000021 »                                           | Inscrit                                                  | 2000                                                     | Maison Gauthier                                                                  |
| Maison Pezon                                                                      | Chamalières                                    | 11 et 13 avenue de Royat                                 | 45° 46′ 33″ nord, 3° 04′ 13″ est                         | « PA63000017 »                                           | Inscrit                                                  | 1999                                                     | Maison Pezon                                                                     |
| Manoir de Beaulieu                                                                | Chamalières                                    |                                                          | 45° 46′ 44″ nord, 3° 04′ 03″ est                         | « PA00091937 »                                           | Inscrit                                                  | 1942                                                     | Manoir de Beaulieu                                                               |
| Pensionnat Saint-Joseph de Fontmaure                                              | Chamalières                                    | avenue de Villars                                        | 45° 46′ 35″ nord, 3° 03′ 33″ est                         | « PA63000102 »                                           | Inscrit                                                  | 2011                                                     | Image manquante Téléverser                                                       |
| Thermes Saint-Mart                                                                | Chamalières                                    |                                                          | 45° 46′ 09″ nord, 3° 03′ 30″ est                         | « PA63000032 »                                           | Inscrit                                                  | 2001                                                     | Image manquante Téléverser                                                       |
| Villa                                                                             | Chamalières                                    | 1 boulevard Berthelot                                    | 45° 46′ 36″ nord, 3° 04′ 22″ est                         | « PA63000031 »                                           | Inscrit                                                  | 2001                                                     | Villa                                                                            |
| Villa Lafond                                                                      | Chamalières                                    | 12 avenue de Royat                                       | 45° 46′ 35″ nord, 3° 04′ 18″ est                         | « PA63000022 »                                           | Inscrit                                                  | 2000                                                     | Villa Lafond                                                                     |
| Villa Marie-Antoinette                                                            | Chamalières                                    | 14 bis avenue de Royat                                   | 45° 46′ 35″ nord, 3° 04′ 16″ est                         | « PA63000014 »                                           | Inscrit                                                  | 1998                                                     | Villa Marie-Antoinette                                                           |
| Chapelle funéraire de Chambon-sur-Lac                                             | Chambon-sur-Lac                                | Dans le cimetière                                        | 45° 34′ 18″ nord, 2° 53′ 59″ est                         | « PA00091940 »                                           | Classé                                                   | 1862                                                     | Chapelle funéraire de Chambon-sur-Lac                                            |
| Croix de Chambon-sur-Lac                                                          | Chambon-sur-Lac                                | Place de l'Église                                        | 45° 34′ 15″ nord, 2° 53′ 52″ est                         | « PA00091938 »                                           | Classé                                                   | 1908                                                     | Croix de Chambon-sur-Lac                                                         |
| Église Saint-Étienne de Chambon-sur-Lac                                           | Chambon-sur-Lac                                |                                                          | 45° 34′ 15″ nord, 2° 53′ 53″ est                         | « PA00091939 »                                           | Inscrit                                                  | 1925                                                     | Église Saint-Étienne de Chambon-sur-Lac                                          |
| Château de Chaméane                                                               | Chaméane                                       |                                                          | 45° 30′ 46″ nord, 3° 27′ 04″ est                         | « PA00091941 »                                           | Inscrit                                                  | 1986                                                     | Image manquante Téléverser                                                       |
| Église Saint-Pierre-aux-Liens de Chaméane                                         | Chaméane                                       |                                                          | 45° 30′ 45″ nord, 3° 27′ 04″ est                         | « PA00091942 »                                           | Inscrit                                                  | 1987                                                     | Image manquante Téléverser                                                       |
| Château du Marchidial                                                             | Champeix                                       |                                                          | 45° 35′ 11″ nord, 3° 07′ 34″ est                         | « PA00092503 »                                           | Inscrit                                                  | 2006                                                     | Château du Marchidial                                                            |
| Église Sainte-Croix de Champeix                                                   | Champeix                                       |                                                          | 45° 35′ 12″ nord, 3° 07′ 45″ est                         | « PA00091943 »                                           | Inscrit                                                  | 1926                                                     | Église Sainte-Croix de Champeix                                                  |
| Château fort et église Saint-Jean du Marchidial                                   | Champeix                                       |                                                          | 45° 35′ 11″ nord, 3° 07′ 36″ est                         | « PA00092503 »                                           | Inscrit                                                  | 2006                                                     | Château fort et église Saint-Jean du Marchidial                                  |
| Église Saint-Jean du Marchidial et son presbytère                                 | Champeix                                       |                                                          | 45° 35′ 12″ nord, 3° 07′ 37″ est                         | « PA00091944 »                                           | Inscrit                                                  | 2006                                                     | Église Saint-Jean du Marchidial et son presbytère                                |
| Pierre Fichade                                                                    | Champeix                                       |                                                          | 45° 35′ 56″ nord, 3° 07′ 18″ est                         | « PA00091945 »                                           | Classé                                                   | 1889                                                     | Pierre Fichade                                                                   |
| Château du Bouy                                                                   | Champétières                                   |                                                          | 45° 30′ 38″ nord, 3° 41′ 34″ est                         | « PA00091946 »                                           | Inscrit                                                  | 2010                                                     | Image manquante Téléverser                                                       |
| Église Notre-Dame-de-Mons de Champétières                                         | Champétières                                   |                                                          | 45° 31′ 08″ nord, 3° 39′ 48″ est                         | « PA00092504 »                                           | Inscrit                                                  | 1990                                                     | Église Notre-Dame-de-Mons de Champétières                                        |
| Église Saint-Sébastien de Champétières                                            | Champétières                                   |                                                          | 45° 31′ 12″ nord, 3° 41′ 45″ est                         | « PA00092505 »                                           | Inscrit                                                  | 1990                                                     | Église Saint-Sébastien de Champétières                                           |
| Château de la Bâtisse                                                             | Chanonat                                       |                                                          | 45° 41′ 30″ nord, 3° 05′ 04″ est                         | « PA00091947 »                                           | Classé                                                   | 1970 1997                                                | Château de la Bâtisse                                                            |
| Château de Varvasse                                                               | Chanonat                                       |                                                          | 45° 41′ 37″ nord, 3° 06′ 07″ est                         | « PA00135216 »                                           | Inscrit                                                  | 1995                                                     | Château de Varvasse                                                              |
| Commanderie de Chanonat                                                           | Chanonat                                       | Cotte Fougeiroux                                         | 45° 41′ 32″ nord, 3° 05′ 50″ est                         | « PA00091948 »                                           | Inscrit                                                  | 1965                                                     | Commanderie de Chanonat                                                          |
| Croix de chemin de Chanonat                                                       | Chanonat                                       | Route de La Roche à Chanonat                             | 45° 41′ 46″ nord, 3° 06′ 20″ est                         | « PA00091949 »                                           | Inscrit                                                  | 1926                                                     | Image manquante Téléverser                                                       |
| Église Saint-Étienne de Chanonat                                                  | Chanonat                                       |                                                          | 45° 41′ 31″ nord, 3° 05′ 47″ est                         | « PA00091950 »                                           | Inscrit                                                  | 1986                                                     | Église Saint-Étienne de Chanonat                                                 |
| Prieuré des Templiers de Chanonat                                                 | Chanonat                                       |                                                          | 45° 41′ 30″ nord, 3° 05′ 50″ est                         | « PA00091951 »                                           | Classé                                                   | 1926                                                     | Prieuré des Templiers de Chanonat                                                |
| Chartreuse de Port-Sainte-Marie                                                   | Chapdes-Beaufort                               |                                                          | 45° 54′ 32″ nord, 2° 48′ 08″ est                         | « PA63000003 »                                           | Inscrit                                                  | 1996                                                     | Chartreuse de Port-Sainte-Marie                                                  |
| Église Saint-Blaise de La Chapelle-Agnon                                          | La Chapelle-Agnon                              |                                                          | 45° 37′ 59″ nord, 3° 38′ 21″ est                         | « PA00091952 »                                           | Inscrit                                                  | 1976                                                     | Image manquante Téléverser                                                       |
| Église Saint-Julien de La Chapelle-sur-Usson                                      | La Chapelle-sur-Usson                          |                                                          | 45° 27′ 55″ nord, 3° 23′ 57″ est                         | « PA63000099 »                                           | Inscrit                                                  | 2010                                                     | Image manquante Téléverser                                                       |
| Château de La Roche                                                               | Chaptuzat                                      |                                                          | 46° 01′ 35″ nord, 3° 10′ 26″ est                         | « PA00091953 »                                           | Inscrit Classé                                           | 1965 1981                                                | Château de La Roche                                                              |
| Église Saint-Pierre de Chaptuzat                                                  | Chaptuzat                                      |                                                          | 46° 01′ 55″ nord, 3° 10′ 38″ est                         | « PA00091954 »                                           | Inscrit                                                  | 1925                                                     | Image manquante Téléverser                                                       |
| Château de Lord Davis                                                             | Charbonnières-les-Vieilles                     |                                                          | 45° 59′ 45″ nord, 2° 59′ 59″ est                         | « PA63000078 »                                           | Inscrit                                                  | 2016                                                     | Château de Lord Davis                                                            |
| Château de Puy-Saint-Bonnet                                                       | Charbonnières-les-Vieilles                     |                                                          | 45° 57′ 59″ nord, 3° 00′ 57″ est                         | « PA00091955 »                                           | Inscrit                                                  | 1998                                                     | Image manquante Téléverser                                                       |
| Site gallo-romain de la Croix de la Pierre                                        | Charbonnier-les-Mines (également sur Beaulieu) |                                                          | 45° 25′ 35″ nord, 3° 16′ 39″ est                         | « PA63000093 »                                           | Inscrit Classé                                           | 2009 2012                                                | Site gallo-romain de la Croix de la Pierre                                       |
| Église Saint-Martin de Chas                                                       | Chas                                           |                                                          | 45° 44′ 54″ nord, 3° 18′ 07″ est                         | « PA00091956 »                                           | Inscrit                                                  | 2013                                                     | Église Saint-Martin de Chas                                                      |
| Fontaine de Chas                                                                  | Chas                                           |                                                          | 45° 44′ 56″ nord, 3° 18′ 08″ est                         | « PA00091957 »                                           | Classé                                                   | 1895                                                     | Fontaine de Chas                                                                 |
| Porte fortifiée de Chas                                                           | Chas                                           |                                                          | 45° 44′ 55″ nord, 3° 18′ 07″ est                         | « PA00091958 »                                           | Inscrit                                                  | 1979                                                     | Porte fortifiée de Chas                                                          |
| Abbaye de Mègemont                                                                | Chassagne                                      |                                                          | 45° 29′ 51″ nord, 3° 05′ 11″ est                         | « PA00091959 »                                           | Classé                                                   | 1996                                                     | Abbaye de Mègemont                                                               |
| Église Saint-Pierre de Chassagne                                                  | Chassagne                                      |                                                          | 45° 29′ 52″ nord, 3° 04′ 38″ est                         | « PA00125291 »                                           | Inscrit                                                  | 1993                                                     | Église Saint-Pierre de Chassagne                                                 |
| Église Saint-Bonnet de Chastreix                                                  | Chastreix                                      |                                                          | 45° 30′ 45″ nord, 2° 44′ 03″ est                         | « PA00091963 »                                           | Classé                                                   | 1907                                                     | Église Saint-Bonnet de Chastreix                                                 |
| Château de Châteaugay                                                             | Châteaugay                                     |                                                          | 45° 51′ 03″ nord, 3° 05′ 10″ est                         | « PA00091960 »                                           | Classé                                                   | 1911                                                     | Château de Châteaugay                                                            |
| Église Sainte-Madeleine de Châteaugay                                             | Châteaugay                                     |                                                          | 45° 51′ 01″ nord, 3° 05′ 11″ est                         | « PA00091961 »                                           | Inscrit                                                  | 1926                                                     | Église Sainte-Madeleine de Châteaugay                                            |
| Maison                                                                            | Châteaugay                                     | Place François-Rougeyron                                 | 45° 50′ 58″ nord, 3° 05′ 08″ est                         | « PA00091962 »                                           | Inscrit                                                  | 1974                                                     | Maison                                                                           |
| Beffroi de Châteldon                                                              | Châteldon                                      | Rue du Fort                                              | 45° 58′ 36″ nord, 3° 31′ 13″ est                         | « PA00091964 »                                           | Inscrit                                                  | 1958                                                     | Beffroi de Châteldon                                                             |
| Château de Châteldon                                                              | Châteldon                                      |                                                          | 45° 58′ 33″ nord, 3° 31′ 14″ est                         | « PA00091965 »                                           | Inscrit                                                  | 1926                                                     | Château de Châteldon                                                             |
| Croix de Gironde                                                                  | Châteldon                                      | Gironde                                                  | 45° 58′ 20″ nord, 3° 31′ 43″ est                         | « PA00091966 »                                           | Inscrit                                                  | 1942                                                     | Image manquante Téléverser                                                       |
| Église Saint-Sulpice de Châteldon                                                 | Châteldon                                      |                                                          | 45° 58′ 40″ nord, 3° 31′ 09″ est                         | « PA00091967 »                                           | Inscrit                                                  | 1925                                                     | Église Saint-Sulpice de Châteldon                                                |
| Immeuble                                                                          | Châteldon                                      | 4 rue des Boucheries                                     | 45° 58′ 37″ nord, 3° 31′ 12″ est                         | « PA00091968 »                                           | Classé                                                   | 1959                                                     | Immeuble                                                                         |
| Maison                                                                            | Châteldon                                      | 13 place Jean-Jaurès Rue des Boucheries                  | 45° 58′ 37″ nord, 3° 31′ 12″ est                         | « PA00091971 »                                           | Inscrit                                                  | 1959                                                     | Maison                                                                           |
| Maison à pans de bois                                                             | Châteldon                                      | 6 rue des Boucheries                                     | 45° 58′ 38″ nord, 3° 31′ 12″ est                         | « PA00091970 »                                           | Inscrit                                                  | 1959                                                     | Maison à pans de bois                                                            |
| Maison sergentale de Châteldon                                                    | Châteldon                                      | 2 rue des Boucheries                                     | 45° 58′ 37″ nord, 3° 31′ 12″ est                         | « PA00091969 »                                           | Inscrit                                                  | 1926                                                     | Maison sergentale de Châteldon                                                   |
| Maisons de vignerons                                                              | Châteldon                                      | Rue de l'Aire                                            | 45° 58′ 36″ nord, 3° 31′ 19″ est                         | « PA63000023 »                                           | Inscrit                                                  | 2000                                                     | Image manquante Téléverser                                                       |
| Casino-théâtre de Châtel-Guyon                                                    | Châtel-Guyon                                   |                                                          | 45° 55′ 11″ nord, 3° 03′ 50″ est                         | « PA63000061 »                                           | Inscrit                                                  | 2003                                                     | Casino-théâtre de Châtel-Guyon                                                   |
| Thermes de Châtelguyon                                                            | Châtel-Guyon                                   |                                                          | 45° 55′ 09″ nord, 3° 03′ 48″ est                         | « PA00092506 »                                           | Inscrit                                                  | 1990                                                     | Thermes de Châtelguyon                                                           |
| Villa Les Jeannettes                                                              | Châtel-Guyon                                   | 22 rue Lacroix                                           | 45° 55′ 14″ nord, 3° 03′ 57″ est                         | « PA63000042 »                                           | Inscrit                                                  | 2002                                                     | Villa Les Jeannettes                                                             |
| Villa Le Paradou                                                                  | Châtel-Guyon                                   | 20 avenue de Belgique                                    | 45° 55′ 17″ nord, 3° 03′ 44″ est                         | « PA63000090 »                                           | Inscrit                                                  | 2008                                                     | Villa Le Paradou                                                                 |
| Église Saint-Jean-Baptiste de La Chaulme                                          | La Chaulme                                     |                                                          | 45° 27′ 57″ nord, 3° 56′ 38″ est                         | « PA00091972 »                                           | Inscrit                                                  | 1982                                                     | Église Saint-Jean-Baptiste de La Chaulme                                         |
| Croix de chemin de Masselèbre                                                     | Chaumont-le-Bourg                              | La Croix                                                 | à géolocaliser                                           | « PA00091973 »                                           | Classé                                                   | 1951                                                     | Image manquante Téléverser                                                       |
| Église Sainte-Marie de Chauriat                                                   | Chauriat                                       |                                                          | 45° 45′ 02″ nord, 3° 16′ 47″ est                         | « PA00091975 »                                           | Inscrit                                                  | 1926                                                     | Église Sainte-Marie de Chauriat                                                  |
| Église Saint-Julien de Chauriat                                                   | Chauriat                                       |                                                          | 45° 45′ 04″ nord, 3° 16′ 47″ est                         | « PA00091974 »                                           | Classé                                                   | 1840                                                     | Église Saint-Julien de Chauriat                                                  |
| Maison Rudel du Miral                                                             | Chauriat                                       | Place Lafayette Rue du Commerce                          | 45° 45′ 03″ nord, 3° 16′ 46″ est                         | « PA63000035 »                                           | Inscrit                                                  | 2001                                                     | Maison Rudel du Miral                                                            |
| Pont Romain                                                                       | Le Cheix                                       | Chemin du Pont Romain                                    | 45° 57′ 18″ nord, 3° 09′ 58″ est                         | « PA00091976 »                                           | Classé                                                   | 1974                                                     | Pont Romain                                                                      |
| Croix de cimetière de Cisternes-la-Forêt                                          | Cisternes-la-Forêt                             |                                                          | 45° 47′ 26″ nord, 2° 42′ 23″ est                         | « PA00091977 »                                           | Inscrit                                                  | 1926                                                     | Image manquante Téléverser                                                       |
|                                                                                   | Clermont-Ferrand                               | Voir Liste des monuments historiques de Clermont-Ferrand | Voir Liste des monuments historiques de Clermont-Ferrand | Voir Liste des monuments historiques de Clermont-Ferrand | Voir Liste des monuments historiques de Clermont-Ferrand | Voir Liste des monuments historiques de Clermont-Ferrand | Voir Liste des monuments historiques de Clermont-Ferrand                         |
| Château de Combronde                                                              | Combronde                                      |                                                          | 45° 58′ 44″ nord, 3° 05′ 22″ est                         | « PA00092081 »                                           | Classé Inscrit                                           | 1984                                                     | Château de Combronde                                                             |
| Croix du Tonneau                                                                  | Combronde                                      | Le Tonneau C.D. 19, R.N. 143, place du Tonneau           | 45° 58′ 58″ nord, 3° 05′ 17″ est                         | « PA00092082 »                                           | Classé                                                   | 1961                                                     | Croix du Tonneau                                                                 |
| Église Saint-Genès-le-Comte de Combronde                                          | Combronde                                      |                                                          | 45° 58′ 43″ nord, 3° 05′ 21″ est                         | « PA00092083 »                                           | Inscrit                                                  | 2000                                                     | Église Saint-Genès-le-Comte de Combronde                                         |
| Maison                                                                            | Combronde                                      | Grande-Rue                                               | 45° 58′ 45″ nord, 3° 05′ 19″ est                         | « PA00092084 »                                           | Inscrit                                                  | 1965                                                     | Maison                                                                           |
| Prieuré grandmontain de Chavanon                                                  | Combronde                                      |                                                          | 45° 59′ 43″ nord, 3° 04′ 02″ est                         | « PA00132741 »                                           | Inscrit                                                  | 1994                                                     | Image manquante Téléverser                                                       |
| Église Saint-Georges de Compains                                                  | Compains                                       |                                                          | 45° 26′ 30″ nord, 2° 55′ 36″ est                         | « PA00092085 »                                           | Classé                                                   | 1904                                                     | Église Saint-Georges de Compains                                                 |
| Motte castrale de Brion                                                           | Compains                                       |                                                          | 45° 24′ 49″ nord, 2° 57′ 40″ est                         | « PA63000120 »                                           | Inscrit                                                  | 5 décembre 2016                                          | Motte castrale de Brion                                                          |
| Château de Liberty                                                                | Condat-lès-Montboissier                        |                                                          | 45° 33′ 47″ nord, 3° 27′ 10″ est                         | « PA00092086 »                                           | Classé Inscrit                                           | 1974                                                     | Image manquante Téléverser                                                       |
| Château de Beauvezeix                                                             | Coudes                                         |                                                          | 45° 36′ 23″ nord, 3° 11′ 48″ est                         | « PA00092543 »                                           | Inscrit                                                  | 2004                                                     | Château de Beauvezeix                                                            |
| Sanctuaire de Saint-Genes                                                         | Coudes                                         |                                                          | 45° 36′ 58″ nord, 3° 12′ 35″ est                         | « PA00092087 »                                           | Classé                                                   | 1965                                                     | Sanctuaire de Saint-Genes                                                        |
| Vieux pont sur la Couze                                                           | Coudes                                         |                                                          | 45° 36′ 52″ nord, 3° 12′ 38″ est                         | « PA00092088 »                                           | Classé                                                   | 1908                                                     | Vieux pont sur la Couze                                                          |
| Allée couverte de la Grotte                                                       | Cournols                                       | Sarou                                                    | 45° 38′ 29″ nord, 3° 02′ 10″ est                         | « PA00092089 »                                           | Classé                                                   | 1889                                                     | Allée couverte de la Grotte                                                      |
| Château de la Ribeyre                                                             | Cournon-d'Auvergne                             |                                                          | 45° 43′ 23″ nord, 3° 12′ 05″ est                         | « PA00092090 »                                           | Inscrit                                                  | 1980                                                     | Image manquante Téléverser                                                       |
| Château de Sarlièves                                                              | Cournon-d'Auvergne                             |                                                          | 45° 44′ 23″ nord, 3° 09′ 46″ est                         | « PA00092552 »                                           | Inscrit                                                  | 1992                                                     | Image manquante Téléverser                                                       |
| Église Saint-Martin de Cournon-d'Auvergne                                         | Cournon-d'Auvergne                             |                                                          | 45° 44′ 33″ nord, 3° 11′ 49″ est                         | « PA00092091 »                                           | Classé                                                   | 1912                                                     | Église Saint-Martin de Cournon-d'Auvergne                                        |
| Château de la Barge                                                               | Courpière                                      |                                                          | 45° 46′ 34″ nord, 3° 32′ 56″ est                         | « PA00092092 »                                           | Inscrit Classé                                           | 1975 1989                                                | Image manquante Téléverser                                                       |
| Église Saint-Martin de Courpière                                                  | Courpière                                      |                                                          | 45° 45′ 17″ nord, 3° 32′ 19″ est                         | « PA00092093 »                                           | Classé                                                   | 1886                                                     | Église Saint-Martin de Courpière                                                 |
| Église Saint-Martin de Courtesserre                                               | Courpière                                      | Courtesserre                                             | 45° 44′ 40″ nord, 3° 30′ 58″ est                         | « PA00092094 »                                           | Inscrit                                                  | 1926                                                     | Image manquante Téléverser                                                       |
| Maisons                                                                           | Courpière                                      | 17 place de la Cité                                      | 45° 45′ 17″ nord, 3° 32′ 17″ est                         | « PA00092095 »                                           | Inscrit                                                  | 1988                                                     | Maisons                                                                          |
| Maison                                                                            | Courpière                                      | 21 place de la Cité                                      | 45° 45′ 17″ nord, 3° 32′ 18″ est                         | « PA00092096 »                                           | Inscrit                                                  | 1988                                                     | Maison                                                                           |
| Prieuré des Bénédictines de Courpière                                             | Courpière                                      | 4 rue de l'Antiquité                                     | 45° 45′ 16″ nord, 3° 32′ 21″ est                         | « PA00092097 »                                           | Inscrit                                                  | 1926                                                     | Prieuré des Bénédictines de Courpière                                            |
| Tour du Maure                                                                     | Courpière                                      |                                                          | 45° 46′ 11″ nord, 3° 32′ 10″ est                         | « PA00092098 »                                           | Inscrit                                                  | 1926                                                     | Image manquante Téléverser                                                       |
| Borne armoriée du Crest                                                           | Le Crest                                       | La Jonchère                                              | à géolocaliser                                           | « PA00092099 »                                           | Inscrit                                                  | 1964                                                     | Image manquante Téléverser                                                       |
| Château du Crest                                                                  | Le Crest                                       |                                                          | 45° 41′ 08″ nord, 3° 07′ 43″ est                         | « PA00092100 »                                           | Inscrit                                                  | 1926                                                     | Image manquante Téléverser                                                       |
| Église Notre-Dame-de-l'Assomption du Crest                                        | Le Crest                                       |                                                          | 45° 41′ 12″ nord, 3° 07′ 28″ est                         | « PA00092101 »                                           | Classé                                                   | 1907                                                     | Église Notre-Dame-de-l'Assomption du Crest                                       |
| Maison des Moines                                                                 | Le Crest                                       | Le Crest Place Beaudonnat                                | 45° 41′ 13″ nord, 3° 07′ 41″ est                         | « PA00092102 »                                           | Inscrit                                                  | 2004                                                     | Image manquante Téléverser                                                       |
| Tour de l'Horloge                                                                 | Le Crest                                       |                                                          | 45° 41′ 09″ nord, 3° 07′ 43″ est                         | « PA00092104 »                                           | Inscrit                                                  | 1926                                                     | Tour de l'Horloge                                                                |
| Château de la Terrasse                                                            | Crevant-Laveine                                | La Terrasse Haute                                        | 45° 53′ 46″ nord, 3° 21′ 16″ est                         | « PA00092105 »                                           | Classé                                                   | 1957                                                     | Image manquante Téléverser                                                       |
| Église Saint-Menelée de La Crouzille                                              | La Crouzille                                   |                                                          | 46° 10′ 51″ nord, 2° 44′ 44″ est                         | « PA00092106 »                                           | Inscrit                                                  | 2011                                                     | Image manquante Téléverser                                                       |
| Église Notre-Dame de Culhat                                                       | Culhat                                         |                                                          | 45° 51′ 51″ nord, 3° 20′ 07″ est                         | « PA00092107 »                                           | Classé                                                   | 1886                                                     | Église Notre-Dame de Culhat                                                      |
| Lanterne des Morts de Culhat                                                      | Culhat                                         | Dans le cimetière                                        | 45° 52′ 03″ nord, 3° 20′ 06″ est                         | « PA00092108 »                                           | Classé                                                   | 1886                                                     | Lanterne des Morts de Culhat                                                     |
| Église Saint-Martin de Cunlhat                                                    | Cunlhat                                        |                                                          | 45° 37′ 58″ nord, 3° 33′ 36″ est                         | « PA00092109 »                                           | Classé                                                   | 1912                                                     | Église Saint-Martin de Cunlhat                                                   |
| Église Saint-Géraud de Dauzat-sur-Vodable                                         | Dauzat-sur-Vodable                             |                                                          | 45° 28′ 58″ nord, 3° 06′ 05″ est                         | « PA00092110 »                                           | Inscrit                                                  | 1969                                                     | Église Saint-Géraud de Dauzat-sur-Vodable                                        |
| Château de Davayat                                                                | Davayat                                        |                                                          | 45° 56′ 53″ nord, 3° 06′ 40″ est                         | « PA00092111 »                                           | Inscrit                                                  | 2006                                                     | Château de Davayat                                                               |
| Maison de La Treille                                                              | Davayat                                        | 25 rue de l'Église                                       | 45° 56′ 48″ nord, 3° 06′ 24″ est                         | « PA63000052 »                                           | Inscrit                                                  | 2002                                                     | Maison de La Treille                                                             |
| Menhir de Montaudoux                                                              | Davayat                                        | Montaudoux                                               | 45° 56′ 48″ nord, 3° 06′ 33″ est                         | « PA00092112 »                                           | Classé                                                   | 1889                                                     | Menhir de Montaudoux                                                             |
| Château de Domaize                                                                | Domaize                                        |                                                          | 45° 41′ 16″ nord, 3° 32′ 06″ est                         | « PA00092534 »                                           | Inscrit                                                  | 1991                                                     | Image manquante Téléverser                                                       |
| Église Saint-Blaise de Dore-l'Église                                              | Dore-l'Église                                  |                                                          | 45° 22′ 57″ nord, 3° 45′ 09″ est                         | « PA00092113 »                                           | Inscrit                                                  | 1961                                                     | Église Saint-Blaise de Dore-l'Église                                             |
| Plateau des Côtes de Clermont Également sur Clermont-Ferrand, Blanzat et Nohanent | Durtol                                         |                                                          | 45° 48′ 31″ nord, 3° 04′ 29″ est                         | « PA00092497 »                                           | Inscrit                                                  | 1986                                                     | Plateau des Côtes de ClermontÉgalement sur Clermont-Ferrand, Blanzat et Nohanent |
| Château d'Échandelys                                                              | Échandelys                                     |                                                          | 45° 32′ 34″ nord, 3° 31′ 51″ est                         | « PA00092114 »                                           | Inscrit                                                  | 1978                                                     | Image manquante Téléverser                                                       |
| Château de Denone                                                                 | Effiat                                         | 3 rue de l'Orme Charoin                                  | 46° 03′ 09″ nord, 3° 15′ 53″ est                         | « PA00092115 »                                           | Inscrit                                                  | 2009                                                     | Château de Denone                                                                |
| Château d'Effiat                                                                  | Effiat                                         |                                                          | 46° 02′ 37″ nord, 3° 15′ 06″ est                         | « PA00092116 »                                           | Inscrit Classé                                           | 1980 2004                                                | Château d'Effiat                                                                 |
| Église Saint-Blaise d'Effiat                                                      | Effiat                                         |                                                          | 46° 02′ 36″ nord, 3° 15′ 14″ est                         | « PA00092117 »                                           | Classé                                                   | 1972                                                     | Image manquante Téléverser                                                       |
| Hospice d'Effiat                                                                  | Effiat                                         | 31 rue Antoine Coiffier                                  | 46° 02′ 11″ nord, 3° 15′ 50″ est                         | « PA00092118 »                                           | Inscrit                                                  | 1975                                                     | Hospice d'Effiat                                                                 |
| Église Saint-Austremoine d'Égliseneuve-d'Entraigues                               | Égliseneuve-d'Entraigues                       |                                                          | 45° 24′ 28″ nord, 2° 49′ 43″ est                         | « PA00092119 »                                           | Inscrit                                                  | 1969                                                     | Église Saint-Austremoine d'Égliseneuve-d'Entraigues                              |
| Collégiale Saint-Victor et Sainte-Couronne d'Ennezat                              | Ennezat                                        |                                                          | 45° 53′ 53″ nord, 3° 13′ 13″ est                         | « PA00092120 »                                           | Classé                                                   | 1840                                                     | Collégiale Saint-Victor et Sainte-Couronne d'Ennezat                             |
| Nécropole du Champ des Juifs                                                      | Ennezat                                        |                                                          | 45° 53′ 47″ nord, 3° 13′ 39″ est                         | « PA63000097 »                                           | Inscrit                                                  | 2009                                                     | Nécropole du Champ des Juifs                                                     |
| Croix de chemin d'Enval                                                           | Enval                                          | Sur la place                                             | 45° 54′ 06″ nord, 3° 02′ 57″ est                         | « PA00092121 »                                           | Classé                                                   | 1913                                                     | Image manquante Téléverser                                                       |
| Calvaire de Sainte-Marguerite                                                     | Escoutoux                                      | Sainte-Marguerite Hameau de Sainte-Marguerite            | 45° 49′ 51″ nord, 3° 31′ 18″ est                         | « PA00092122 »                                           | Classé                                                   | 1951                                                     | Calvaire de Sainte-Marguerite                                                    |
| Donjon d'Espirat                                                                  | Espirat                                        | Le Fort Place de l'Église                                | 45° 45′ 04″ nord, 3° 20′ 05″ est                         | « PA00092123 »                                           | Inscrit                                                  | 1963                                                     | Donjon d'Espirat                                                                 |
| Église Saint-Julien d'Espirat                                                     | Espirat                                        |                                                          | 45° 45′ 03″ nord, 3° 20′ 04″ est                         | « PA00092124 »                                           | Classé                                                   | 1926                                                     | Église Saint-Julien d'Espirat                                                    |
| Maison                                                                            | Espirat                                        | Le Fort Place de l'Église (nord-ouest)                   | 45° 45′ 03″ nord, 3° 20′ 03″ est                         | « PA00092125 »                                           | Inscrit                                                  | 1963                                                     | Maison                                                                           |
| Château de la Rochette                                                            | Estandeuil                                     |                                                          | 45° 40′ 20″ nord, 3° 26′ 32″ est                         | « PA00092126 »                                           | Inscrit                                                  | 1925                                                     | Image manquante Téléverser                                                       |
| Église Sainte-Madeleine d'Estandeuil                                              | Estandeuil                                     |                                                          | 45° 40′ 50″ nord, 3° 26′ 32″ est                         | « PA00092524 »                                           | Inscrit                                                  | 1990                                                     | Église Sainte-Madeleine d'Estandeuil                                             |
| Église Saint-Jean d'Esteil                                                        | Esteil                                         |                                                          | 45° 27′ 10″ nord, 3° 21′ 55″ est                         | « PA00092127 »                                           | Classé                                                   | 1922                                                     | Église Saint-Jean d'Esteil                                                       |
| Château de Seymiers                                                               | Fayet-le-Château                               |                                                          | 45° 40′ 55″ nord, 3° 23′ 56″ est                         | « PA00092128 »                                           | Inscrit                                                  | 1988                                                     | Image manquante Téléverser                                                       |
| Motte castrale de Fayet                                                           | Fayet-Ronaye                                   | Ronaye                                                   | 45° 25′ 07″ nord, 3° 31′ 58″ est                         | « PA00135217 »                                           | Inscrit                                                  | 1995                                                     | Image manquante Téléverser                                                       |
| Croix grecque de Fournols                                                         | Fournols                                       | Rue de la Crouvette                                      | 45° 31′ 00″ nord, 3° 35′ 19″ est                         | « PA00092129 »                                           | Inscrit                                                  | 1963                                                     | Croix grecque de Fournols                                                        |
| Borne armoriée de Gerzat                                                          | Gerzat (Également sur Saint-Beauzire)          | actuellement entreposée dans une cave                    | à géolocaliser                                           | « PA00092130 »                                           | Inscrit                                                  | 1963                                                     | Image manquante Téléverser                                                       |
| Château de Sampigny                                                               | Gerzat                                         | 5 place du Pibout                                        | 45° 49′ 29″ nord, 3° 08′ 28″ est                         | « PA00092131 »                                           | Inscrit                                                  | 1976                                                     | Château de Sampigny                                                              |
| Croix du Vignal                                                                   | Gerzat                                         | Ancienne route de Cébazat                                | 45° 49′ 36″ nord, 3° 08′ 04″ est                         | « PA00092132 »                                           | Classé                                                   | 1908                                                     | Croix du Vignal                                                                  |
| Motte féodale de Giat                                                             | Giat                                           |                                                          | 45° 48′ 19″ nord, 2° 27′ 55″ est                         | « PA00092545 »                                           | Inscrit                                                  | 1991                                                     | Motte féodale de Giat                                                            |
| Église Saint-Jean de Glaine-Montaigut                                             | Glaine-Montaigut                               |                                                          | 45° 45′ 20″ nord, 3° 23′ 21″ est                         | « PA00092133 »                                           | Classé                                                   | 1903                                                     | Église Saint-Jean de Glaine-Montaigut                                            |
| Église Saint-Blaise de La Godivelle                                               | La Godivelle                                   |                                                          | 45° 23′ 18″ nord, 2° 55′ 21″ est                         | « PA63000140 »                                           | Inscrit                                                  | 2022                                                     | Église Saint-Blaise de La Godivelle                                              |
| Église Saint-Loup de Grandeyrolles                                                | Grandeyrolles                                  |                                                          | 45° 34′ 37″ nord, 3° 03′ 26″ est                         | « PA00092134 »                                           | Classé                                                   | 1972                                                     | Église Saint-Loup de Grandeyrolles                                               |
| Église Saint-Pierre de Grandval                                                   | Grandval                                       |                                                          | 45° 35′ 55″ nord, 3° 38′ 47″ est                         | « PA00092135 »                                           | Classé                                                   | 1969                                                     | Image manquante Téléverser                                                       |
| Église Notre-Dame d'Herment                                                       | Herment                                        |                                                          | 45° 45′ 12″ nord, 2° 34′ 07″ est                         | « PA00092136 »                                           | Classé                                                   | 1862                                                     | Église Notre-Dame d'Herment                                                      |
| Église Sainte-Anne d'Heume-l'Église                                               | Heume-l'Église                                 |                                                          | 45° 43′ 06″ nord, 2° 44′ 01″ est                         | « PA00092137 »                                           | Classé                                                   | 1905                                                     | Église Sainte-Anne d'Heume-l'Église                                              |
| Église Saint-Pierre d'Isserteaux                                                  | Isserteaux                                     |                                                          | 45° 39′ 09″ nord, 3° 23′ 11″ est                         | « PA63000085 »                                           | Inscrit                                                  | 2006                                                     | Église Saint-Pierre d'Isserteaux                                                 |
| Château d'Hauterive                                                               | Issoire                                        |                                                          | 45° 32′ 08″ nord, 3° 13′ 58″ est                         | « PA00092544 »                                           | Inscrit                                                  | 1991                                                     | Château d'Hauterive                                                              |
| Église Saint-Austremoine d'Issoire                                                | Issoire                                        |                                                          | 45° 32′ 37″ nord, 3° 15′ 02″ est                         | « PA00092139 »                                           | Classé                                                   | 1840                                                     | Église Saint-Austremoine d'Issoire                                               |
| Gymnase L’Issoirienne                                                             | Issoire                                        | Triozon-Bayle (boulevard) 24                             | 45° 32′ 34″ nord, 3° 15′ 02″ est                         | « PA63000144 »                                           | Inscrit                                                  | 2024                                                     | Image manquante Téléverser                                                       |
| Halle aux blés                                                                    | Issoire                                        | Place de la Halle                                        | 45° 32′ 40″ nord, 3° 14′ 47″ est                         | « PA63000122 »                                           | Inscrit                                                  | 2017                                                     | Halle aux blés                                                                   |
| Hôtel Bohier (ancien hôtel Pellet)                                                | Issoire                                        | 3 rue du Fer                                             | 45° 32′ 35″ nord, 3° 14′ 54″ est                         | « PA00092141 »                                           | Inscrit                                                  | 1965                                                     | Hôtel Bohier(ancien hôtel Pellet)                                                |
| Hôtel Charrier                                                                    | Issoire                                        | 29 place de la République                                | 45° 32′ 38″ nord, 3° 14′ 53″ est                         | « PA00092140 »                                           | Inscrit                                                  | 1983                                                     | Hôtel Charrier                                                                   |
| Hôtel Clément                                                                     | Issoire                                        | 34 place de la République                                | 45° 32′ 36″ nord, 3° 14′ 54″ est                         | « PA00092144 »                                           | Inscrit                                                  | 2010                                                     | Hôtel Clément                                                                    |
| Maison Bartin                                                                     | Issoire                                        | 41, 43 rue de la Berbiziale 2 rue de la Prison           | 45° 32′ 42″ nord, 3° 14′ 57″ est                         | « PA00092142 »                                           | Inscrit                                                  | 1981                                                     | Maison Bartin                                                                    |
| Maison à arcades                                                                  | Issoire                                        | Place de la République 1 rue Pissevin                    | 45° 32′ 35″ nord, 3° 14′ 53″ est                         | « PA00092143 »                                           | Inscrit                                                  | 1981                                                     | Maison à arcades                                                                 |
| Ancien pavillon « Direction-dessins » de l’usine AFC de la SCAL                   | Issoire                                        | Peyrolles (chemin-de) 259                                | 45° 32′ 53″ nord, 3° 13′ 05″ est                         | « PA63000145 »                                           | Inscrit                                                  | 2024                                                     | Image manquante Téléverser                                                       |
| Salle capitulaire de l'abbaye d'Issoire                                           | Issoire                                        |                                                          | 45° 32′ 36″ nord, 3° 15′ 01″ est                         | « PA00092138 »                                           | Classé                                                   | 1960                                                     | Salle capitulaire de l'abbaye d'Issoire                                          |
| Pierre Cuberte                                                                    | Job                                            | Goutte Noire Pigodier                                    | 45° 38′ 07″ nord, 3° 45′ 45″ est                         | « PA00092145 »                                           | Inscrit                                                  | 1979                                                     | Image manquante Téléverser                                                       |
| Église Saint-Loup de Job                                                          | Job                                            |                                                          | 45° 36′ 55″ nord, 3° 44′ 44″ est                         | « PA00092146 »                                           | Inscrit                                                  | 1926                                                     | Église Saint-Loup de Job                                                         |
| Château de Joserand                                                               | Jozerand                                       |                                                          | 46° 01′ 28″ nord, 3° 05′ 45″ est                         | « PA00092147 »                                           | Classé Inscrit                                           | 1970 2002                                                | Château de Joserand                                                              |
| Croix de Labessette                                                               | Labessette                                     |                                                          | 45° 29′ 21″ nord, 2° 32′ 20″ est                         | « PA00092148 »                                           | Classé                                                   | 1905                                                     | Croix de Labessette                                                              |
| Église Notre-Dame de Labessette                                                   | Labessette                                     |                                                          | 45° 29′ 22″ nord, 2° 32′ 16″ est                         | « PA00092149 »                                           | Inscrit                                                  | 1926                                                     | Église Notre-Dame de Labessette                                                  |
| Église Notre-Dame de Mailhat                                                      | Lamontgie                                      |                                                          | 45° 28′ 53″ nord, 3° 18′ 59″ est                         | « PA00092150 »                                           | Classé                                                   | 1859                                                     | Église Notre-Dame de Mailhat                                                     |
| Château de Montfleury (Puy-de-Dôme)                                               | Laps                                           |                                                          | 45° 39′ 48″ nord, 3° 15′ 13″ est                         | « PA00092151 »                                           | Inscrit                                                  | 1977                                                     | Image manquante Téléverser                                                       |
| Château des Quayres                                                               | Laps                                           |                                                          | 45° 39′ 21″ nord, 3° 14′ 50″ est                         | « PA00092152 »                                           | Classé                                                   | 1932                                                     | Château des Quayres                                                              |
| Chapelle Saint-Georges de Lezoux                                                  | Lezoux                                         |                                                          | 45° 49′ 36″ nord, 3° 22′ 44″ est                         | « PA00092494 »                                           | Inscrit                                                  | 1984                                                     | Image manquante Téléverser                                                       |
| Château de Beaubois                                                               | Lezoux                                         |                                                          | 45° 52′ 01″ nord, 3° 23′ 18″ est                         | « PA00092153 »                                           | Inscrit                                                  | 1982                                                     | Image manquante Téléverser                                                       |
| Croix de carrefour de Lezoux                                                      | Lezoux                                         | C.D. 229 Chemin d'Orcher                                 | 45° 48′ 15″ nord, 3° 22′ 19″ est                         | « PA00092154 »                                           | Inscrit                                                  | 1984                                                     | Croix de carrefour de Lezoux                                                     |
| Église Notre-Dame de Lezoux                                                       | Lezoux                                         |                                                          | 45° 49′ 34″ nord, 3° 22′ 46″ est                         | « PA00092155 »                                           | Classé                                                   | 1889                                                     | Image manquante Téléverser                                                       |
| Monument aux morts de Lezoux                                                      | Lezoux                                         |                                                          | 45° 49′ 42″ nord, 3° 22′ 45″ est                         | « PA63000126 »                                           | Inscrit                                                  | 2019                                                     | Monument aux morts de Lezoux                                                     |
| Porte de Lezoux                                                                   | Lezoux                                         | Rue de l'Horloge                                         | 45° 49′ 40″ nord, 3° 22′ 44″ est                         | « PA00092156 »                                           | Inscrit                                                  | 1982                                                     | Porte de Lezoux                                                                  |
| Usine Bompard                                                                     | Lezoux                                         | 39, 41 rue de la République                              | 45° 49′ 33″ nord, 3° 23′ 04″ est                         | « PA00092489 »                                           | Inscrit                                                  | 1989                                                     | Usine Bompard                                                                    |
| Château de Chazeron                                                               | Loubeyrat                                      |                                                          | 45° 55′ 21″ nord, 3° 02′ 08″ est                         | « PA00092157 »                                           | Classé                                                   | 1944                                                     | Château de Chazeron                                                              |
| Église Saint-Jean-Baptiste de Loubeyrat                                           | Loubeyrat                                      |                                                          | 45° 56′ 11″ nord, 3° 00′ 41″ est                         | « PA63000027 »                                           | Inscrit                                                  | 2000                                                     | Église Saint-Jean-Baptiste de Loubeyrat                                          |
| Commanderie de Chaynat                                                            | Ludesse                                        |                                                          | 45° 37′ 17″ nord, 3° 05′ 18″ est                         | « PA63000033 »                                           | Inscrit                                                  | 2001                                                     | Image manquante Téléverser                                                       |
| Borne de justice de Lussat                                                        | Lussat                                         | C.V. 42 C.V. 43                                          | 45° 51′ 00″ nord, 3° 12′ 37″ est                         | « PA00092158 »                                           | Classé                                                   | 1972                                                     | Image manquante Téléverser                                                       |
| Église Saint-Étienne de Luzillat                                                  | Luzillat                                       | Luzillat                                                 | 45° 56′ 43″ nord, 3° 23′ 20″ est                         | « PA00092159 »                                           | Inscrit                                                  | 1962                                                     | Image manquante Téléverser                                                       |

## Monuments radiés / abrogés
| Monument          | Commune  | Adresse | Coordonnées    | Notice         | Protection    | Date      | Illustration               |
| ----------------- | -------- | ------- | -------------- | -------------- | ------------- | --------- | -------------------------- |
| Remparts du Crest | Le Crest |         | à géolocaliser | « PA00092103 » | Inscrit Radié | 1926 2015 | Image manquante Téléverser |